# 蕭会理
蕭 会理（しょう かいり、天監18年（519年）- 大宝元年10月26日（550年11月20日））は、南朝梁の皇族。南康嗣王。字は長才。

## 経歴
南康簡王蕭績の子として生まれた。若くして才知にすぐれ、書籍を好んだ。11歳のときに父を失って南康嗣王となったが、特に武帝に可愛がられて、衣服や礼秩は正式な王と変わらなかった。中大通5年（533年）、軽車将軍・湘州刺史に任じられた。後に領石頭戍事をつとめ、侍中に転じた。大同7年（541年）、領軍将軍を兼ねた。ほどなく宣恵将軍・丹陽尹に任じられた。使持節・都督南北兗北徐青冀東徐譙七州諸軍事・平北将軍・南兗州刺史として出向した。太清元年（547年）、北伐により彭城まで進軍したが、東魏軍に敗北し、南兗州に逃げ帰った。
太清2年（548年）、侯景が建康を包囲すると、会理は建康の救援のために軍を発した。北徐州刺史の蕭正表がその兄の蕭正徳に呼応して侯景につき、妾の兄の龔子明を派遣して広陵に進攻させようと図っていたため、会理は前広陵県令の劉瑗を派遣して龔子明を撃破した。蕭正表は狼狽して鍾離に逃げ帰った。
太清3年（549年）、台城が陥落すると、侯景は前臨江郡太守の董紹先を派遣して武帝の手勅を示し、会理を召し出した。会理の部下たちはこれをしりぞけるよう勧めたが、会理は天子の手勅に違背できないとして、城を董紹先に委ねて出立した。会理が建康に入ると、侯景により侍中・司空となり、中書令を兼ねた。会理は侯景の下にあったが、帝権の回復を目指し、西郷侯蕭勧らとともにひそかに同志を集めていた。大宝元年（550年）、祖皓が董紹先を斬り、広陵城に拠って起兵し、会理を内応させようとした。祖皓が敗れると、会理は連座して免官されたが、なおも無官のまま尚書令の職務をつとめた。
10月、侯景が晋熙郡に赴くと、建康が手薄なのに乗じて、柳敬礼や成欽らとともに建康を掌握しようと計画した。その計画は建安侯蕭賁（蕭正徳の弟の蕭正立の子）に察知されて、侯景に伝えられ、会理は弟の祁陽侯蕭通理や柳敬礼・成欽らとともに殺害された。

## 伝記資料
- 『梁書』巻29 列伝第23
- 『南史』巻53 列伝第43